# Numero di Archimede
Il numero di Archimede (da non confondere con la costante di Archimede, π) è un numero adimensionale che caratterizza il moto di un corpo all'interno di un fluido dovuto alla differenza di densità tra i due materiali.
Prende il nome dal matematico greco Archimede di Siracusa (287 a.C. – 212 a.C.).

## Definizione matematica
Il numero di Archimede è definito come:
{\displaystyle {\rm {Ar}}={\frac {gL^{3}\rho _{\ell }(\rho -\rho _{\ell })}{\mu ^{2}}}}
dove:
- g = accelerazione di gravità ({\displaystyle \mathrm {9,81m} /\mathrm {s} ^{2}}),
- ρl = densità del fluido,
- ρ = densità del corpo,
- μ = viscosità assoluta del fluido,
- L = lunghezza caratteristica del corpo.

## Applicazioni
Quando si analizza la convezione mista di un fluido, questo gruppo adimensionale permette di confrontare il "peso" dei meccanismi di convezione naturale e forzata: per Ar>>1, dominano i meccanismi di convezione naturale mentre per Ar<<1 domina la convezione forzata.

## Interpretazione fisica
Il numero di Archimede è il rapporto tra la forza di galleggiamento agente su un corpo di densità ρ immerso in un fluido e il prodotto di viscosità dinamica e cinematica del fluido stesso.
Può essere anche visto come il rapporto tra la forza gravitazionale e la forza viscosa dovuta a differenze di densità.